# Nordvästprovinsen, Sri Lanka

Nordvästprovinsens läge på Sri Lanka

Nordvästprovinsen, (singalesiska: වයඹ පළාත Wayamba Palata), är en provins i Sri Lanka. Huvudorten är Kurunegala, som har en befolkning på 28 571 invånare.

## Administrativ indelning
Provinsen är indelad i två distrikt.
- Kurunegala
- Puttalam